# Desmodium madrense
Desmodium madrense är en ärtväxtart som beskrevs av William Botting Hemsley. Desmodium madrense ingår i släktet Desmodium och familjen ärtväxter. Inga underarter finns listade i Catalogue of Life.